# Агапов, Виктор Данилович
Агапов Виктор Данилович (3 апреля 1939, Кузнецк, Пензенская область — 19 декабря 2009, Пенза) — российский поэт, член Союза писателей России.

## Биография
Жил и работал в Пензе.
С 1972 года в Саратове, Саранске, Куйбышеве и Пензе были изданы свыше 100 сборников его стихов («Вечные огни», «Солнечные кудри», «Музыка света», «Солдатская мать», «Энергия добра», «Годы любви», «Линия жизни», «Витрина времени», «На родине Радищева», «Спасибо, музыка!» и мн. др.).
Публиковался в журналах «Волга», «Сура», «Нева», «Радуга», «Кодры», «Байкал», «Работница», «Крестьянка», «Охота», «Барвинок», «Колобок», «Ванька-встанька», «Мокша», «Светлячок», «Сятко», «Странник», «Обозреватель» и др.
Свыше 20 его стихотворений переложено на музыку.
Награждён знаками Министерства культуры СССР «Отличник культурного шефства над селом» (1974; 1979), «Отличник культурного шефства над Вооруженными Силами» и другими наградами.
Лауреат ряда литературных премий, в том числе Всероссийской литературной премии им. М. Ю. Лермонтова (2010, посмертно).
Умер в Пензе 19 декабря 2009 года.
Похоронен на Новозападном кладбище г. Пензы 23 декабря 2009 года.